# Young Fathers
Young Fathers，蘇格蘭另類嘻哈樂團，成立於2008年。他們在愛丁堡創作了他們的第一張專輯《不可思議的兒童》，在製作人蒂莫西·倫敦的工作室錄製了，由黑糖記錄發行，獲得一致好評。他們將自己定位為「迷幻嘻哈男孩樂隊」，花了未來三年在英國和歐洲巡迴演出。在此期間，他們推出另一支單曲《自動》。2011年末離開了黑糖記錄。整個2012年他們在各處舉辦音樂會。2014年發行了首張錄音室專輯《死》，將硬核的拍子、空靈的唱腔、歐洲民謠的風格融合在一起。同年獲水星音樂獎。
樂團成員Alloysious Massaquoi來自利比里亞，4歲時移居愛丁堡。Kayus Bankole的父母是尼日利亞人，在愛丁堡出生，但早年在馬利蘭州住過一段時間，十多歲時回到愛丁堡。'G' Hastings來自愛丁堡北部的德萊勞地區。